# Bembicium nanum
Bembicium nanum là một loài ốc biển, là động vật thân mềm chân bụng sống ở biển trong họ Littorinidae.

## Tham khảo

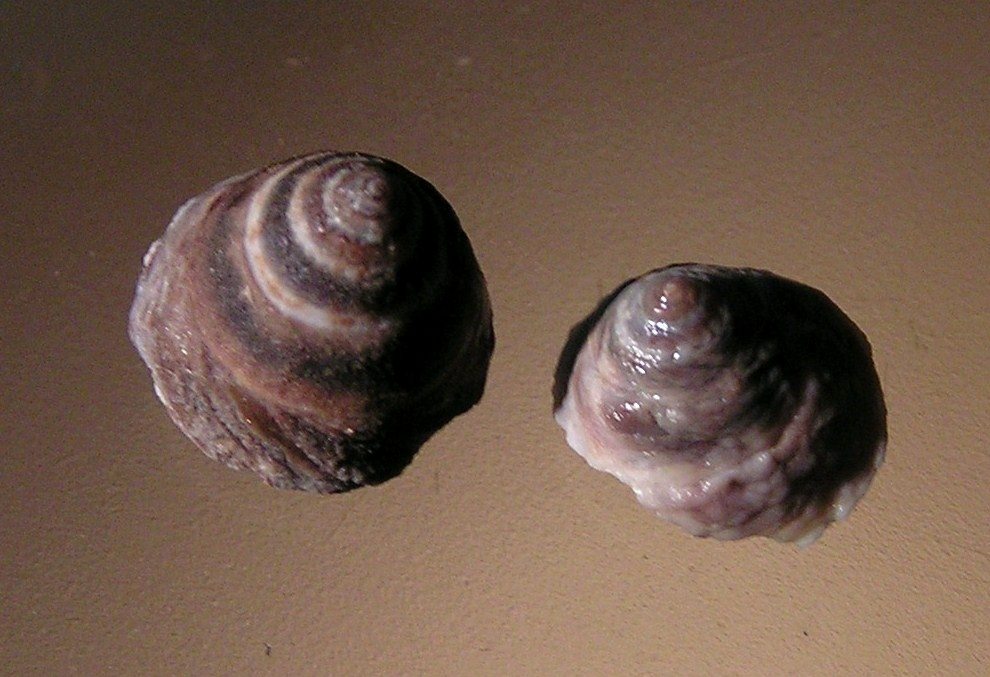
top view